# Tampeng Musara
Tampeng Musara is een bestuurslaag in het regentschap Gayo Lues van de provincie Atjeh, Indonesië. Tampeng Musara telt 578 inwoners (volkstelling 2010).